# Felix Huspek
Felix Huspek (sinh 13 tháng 11 năm 1992) là một cầu thủ bóng đá Áo thi đấu cho FC Blau-Weiß Linz.

## Sự nghiệp câu lạc bộ
Anh ra mắt Giải bóng đá hạng nhất quốc gia Áo cho SV Austria Salzburg ngày 24 tháng 7 năm 2015 trong trận đấu với SKN St. Pölten.

## Cuộc sống cá nhân
Anh trai của anh Philipp Huspek cũng là một cầu thủ bóng đá.